# Пидкок, Лора
Ло́ра Ба́рбара Пи́дкок (англ. Laura Barbara Pidcock, род. 18 июня 1988 года) — британский политик-лейборист, бывший член Палаты общин от парламентского избирательного округа Норт-Уэст-Дарем (2017—2019). В 2018—2019 годах — Теневой младший министр (в вестминстерской системе — министр) труда, в 2019 году — Теневой министр (в вестминстерской системе — государственный секретарь) по вопросам трудовых прав. Рассматривалась как восходящая звезда молодого левого крыла лейбористов, но на выборах 2019 года не была переизбрана.

## Биография

### Ранние годы
Лора Пидкок родилась 18 июня 1988 года в городе Норт-Шилдс, Норт-Тайнсайд. Её отцом является офис-менеджер и муниципальный политик-лейборист (а некогда ещё и католический священник) Бернард Пидкок (1944—2019), представлявший округ Холиуэлл Уорд (англ. Holywell Ward) в Совете графства Нортамберленд с 2013 по 2019 годы, матерью — парикмахер, а впоследствии социальный работник Мэри. Будущий политик выросла в селениях Нью-Хартли и Ситон Делавал, Нортамберленд.
Свой первый трудовой опыт приобрела в 15 лет, устроившись на работу в сети быстрого питания McDonald’s.
Впоследствии окончила Городской университет Манчестера и получила степень бакалавра искусств в области политических наук.
С юного возраста Пидкок уделяет много внимания социальному активизму и общественной деятельности, отчасти благодаря семейному окружению. В её семье было принято обсуждать общественно значимые вопросы за обеденным столом и коллективно участвовать в политических демонстрациях, направленных против политики правительства Маргарет Тэтчер. Во время учёбы в университете Лора принимала участие в программе оказания поддержки лицам, имеющим проблемы с психическим здоровьем.
Пидкок является менеджером группы по вопросам образования крупнейшей в стране антирасистской благотворительной организации Show Racism the Red Card. Также поддерживает различные локальные инициативы и принимает участие в профсоюзном движении.
Была выдвинута кандидатом от Лейбористской партии на проходивших 2 мая 2013 года выборах в Совет графства Нортамберленд в муниципальном округе Крамлингтон Истфилд (англ. Cramlington Eastfield). По итогам голосования одержала победу (665 голосов), опередив соперников от либеральных демократов (428) и консерваторов (263). Пидкок была членом Совета графства вплоть до состоявшихся 4 мая 2017 года очередных муниципальных выборов, по результатам которых была вынуждена уступить мандат представителю Консервативной партии.

### Избрание в Палату общин
Норт-Уэст-Дарем представляет собой обширный парламентский избирательный округ в Северо-Восточной Англии, расположенный к западу от города Дарем и охватывающий значительную часть Северных Пеннинских гор. Самый большой город округа, Консетт, вплоть до 1970-х — 1980-х годов был крупным центром сталелитейной промышленности.
Долгое время Норт-Уэст-Дарем являлся так называемым «безопасным (гарантированным) местом» (англ. safe seat) для лейбористов: начиная с момента повторного образования округа в 1950 году и вплоть до парламентских выборов 2019 года его представителями в Палате общин становились исключительно представители Лейбористской партии. На парламентских выборах 1992 года будущий премьер-министр Соединённого Королевства (2016—2019) Тереза Мэй и будущий лидер либеральных демократов (2015—2017) Тим Фаррон выставляли свои кандидатуры именно в этом округе.
В 2010—2017 годах интересы жителей округа Норт-Уэст-Дарем в Палате общин представляла Пэт Гласс. 28 июня 2016 года Гласс уведомила окружную партийную организацию, что после роспуска текущего созыва нижней палаты парламента сложит с себя обязанности депутата.
После того, как Палата общин поддержала 19 апреля 2017 года инициативу премьер-министра Терезы Мэй о проведении досрочных выборов, лидер Лейбористской партии Джереми Корбин и его сторонники были вынуждены в экстренном порядке согласовывать кандидатуры участников избирательной кампании в тех округах, прежние представители которых объявили об уходе из парламента. 27 апреля Пидкок была выбрана в качестве кандидата от лейбористов в Норт-Уэст-Дарем взамен Гласс.
Оппонентами Пидкок на выборах 2017 года были сторонники четырёх политических сил: Салли-Энн (Сара-Энн) Харт от консерваторов, Оуэн Темпл от либеральных демократов, Алан Бриз от Партии независимости Соединённого Королевства и Доминик Хорсман от Зелёной партии Англии и Уэльса. По итогам голосования, состоявшегося 8 июля, представитель лейбористов одержала победу, набрав 52,83 % голосов (25.308), при этом разрыв между результатами Пидкок и занявшей второе место Харт (иначе называемый большинством) составил 8.792 голоса.

### После избрания
27 июня Пидкок произнесла в Палате общин свою дебютную речь (англ. maiden speech). В этом выступлении депутат подвергла критике парламент, заострив внимание на его «пугающей» природе, «архаичном» церемониале и «одержимости иерархиями, контролем и доминированием».
Дебютная речь Пидкок с призывами к парламенту повысить уровень социального равенства и бороться с «унижением бедностью» стала вирусной: после того, как депутат опубликовала в социальных медиа фрагменты своего выступления, за неполные два дня они были просмотрены более 213.000 раз.
В августе 2017 года Пидкок упомянула в разговоре с корреспондентом портала Refinery29, что не будет весело проводить время с женщинами-тори, так как они «мне не друзья» и «враги для множества женщин». В опубликованном 11 августа интервью пролейбористскому блогу The Skwawkbox депутат вновь подвергла критике консерваторов, которые, по её мнению, бывают двух основных типов: одни из них, вроде Бориса Джонсона, «ослеплены собственными привилегиями», незнакомы с тяжёлым трудом и потому попросту не в состоянии понять людей из рабочего класса, в то время как другие уделяют больше внимания идеологическим построениям и искренне полагают, что ничем неограниченный капитализм является наиболее эффективной социально-экономической системой. Пидкок также подчеркнула, что кем бы ни были представители тори в парламенте, у неё «нет ни малейшего намерения становиться друзьями с кем-либо из них».
Высказывания лейбористки удостоились противоречивых откликов. Депутата-консерватора Кеми Баденох, представляющую в Палате общин округ Саффрон Уолден, подобные заявления огорчают, но не удивляют: по её словам, такие парламентарии, как Пидкок, искренне полагают, что тори являются «паразитами». Уилл Куинс, член парламента от округа Колчестер и однопартиец Баденох, назвал такое отношение к политическим оппонентам «разочаровывающим», а также добавил, что рассматривает лейбористов в качестве оппозиции, а не врагов, и числит некоторых из них в числе своих друзей.
С другой стороны, журналист газеты The Guardian Джозеф Харкер поддержал Пидкок и отметил, что также не может представить себе близких отношений с консерваторами, которые, по его мнению, не считают себя обязанными помогать слабым и отстаивают интересы исключительно привилегированной элиты.
18 октября 2017 года в ходе традиционного еженедельного «времени вопросов премьер-министру» (англ. Prime Minister's Questions) депутат спросила у Терезы Мэй, является ли намеченное Департаментом труда и пенсий внедрение так называемого «Универсального кредита» (новой системы получения пособий) в округе Норт-Уэст-Дарем в рождественский период, то есть в наиболее сложное в финансовом плане для людей время, образцом «грубой некомпетентности» или же актом «преднамеренной жестокости».
12 января 2018 года Корбин произвёл очередные перестановки в составе так называемых «переднескамеечников» Официальной оппозиции (англ. Official Opposition frontbench). По результатам перестановок Пидкок, известная как активная сторонница Корбина, была назначена на пост Теневого министра труда (англ. Shadow Minister for Labour).
20 июня 2018 года в Палате общин состоялось обсуждение последней значительной поправки к законопроекту о выходе Великобритании из Европейского союза (брексите) из числа инициированных «мятежными» консерваторами. В случае принятия поправки у членов парламента появилась бы возможность предотвратить брексит, совершённый без предварительного соглашения с ЕС (англ. no-deal Brexit). Несмотря на то, что к этому моменту Пидкок находилась на восьмом месяце беременности, ей пришлось принять участие в голосовании, так как правительство отказалось предоставить в период рассмотрения поправок к законопроекту о выходе из Европейского союза больным либо беременным парламентариям возможность временно прервать исполнение своих депутатских обязанностей либо проголосовать, находясь за пределами палаты. Вначале Пидкок была вынуждена прождать несколько часов, чтобы подать свой голос, и только потом её провезли в инвалидной коляске через коридор для голосования, или так называемое «разделительное лобби» (англ. division lobby). В это время депутат испытывала сильные боли в спине из-за защемления седалищного нерва. В итоге поправка была отклонена, соотношение голосов «за» и «против» составило 303 к 319.

## Результаты выборов с участием Пидкок
| Муниципальные выборы 2013: Крамлингтон Истфилд (1 мандат) | Муниципальные выборы 2013: Крамлингтон Истфилд (1 мандат) | Муниципальные выборы 2013: Крамлингтон Истфилд (1 мандат) | Муниципальные выборы 2013: Крамлингтон Истфилд (1 мандат) | Муниципальные выборы 2013: Крамлингтон Истфилд (1 мандат) | Муниципальные выборы 2013: Крамлингтон Истфилд (1 мандат) |
| Партия                                                    | Партия                                                    | Кандидат                                                  | Голоса                                                    | %                                                         | ±%                                                        |
| --------------------------------------------------------- | --------------------------------------------------------- | --------------------------------------------------------- | --------------------------------------------------------- | --------------------------------------------------------- | --------------------------------------------------------- |
|                                                           | Лейбористская                                             | Лора Барбара Пидкок                                       | 665                                                       | 49,0                                                      | +25,5                                                     |
|                                                           | Либеральные демократы                                     | Барри Краузер                                             | 428                                                       | 31,6                                                      | -23,0                                                     |
|                                                           | Консервативная                                            | Кристофер Уоллис                                          | 263                                                       | 19,4                                                      | -2,5                                                      |
| Большинство                                               | Большинство                                               | Большинство                                               | 237                                                       | 17,4                                                      | -13,7                                                     |
| Явка                                                      | Явка                                                      | Явка                                                      | 1.356                                                     | 32,2                                                      | -4,0                                                      |
|                                                           | Лейбористская (перехват у Либеральных демократов)         | Лейбористская (перехват у Либеральных демократов)         | Свинг                                                     | +24,3                                                     |                                                           |

| Муниципальные выборы 2017: Крамлингтон Истфилд (1 мандат) | Муниципальные выборы 2017: Крамлингтон Истфилд (1 мандат) | Муниципальные выборы 2017: Крамлингтон Истфилд (1 мандат) | Муниципальные выборы 2017: Крамлингтон Истфилд (1 мандат) | Муниципальные выборы 2017: Крамлингтон Истфилд (1 мандат) | Муниципальные выборы 2017: Крамлингтон Истфилд (1 мандат) |
| Партия                                                    | Партия                                                    | Кандидат                                                  | Голоса                                                    | %                                                         | ±%                                                        |
| --------------------------------------------------------- | --------------------------------------------------------- | --------------------------------------------------------- | --------------------------------------------------------- | --------------------------------------------------------- | --------------------------------------------------------- |
|                                                           | Консервативная                                            | Кристин Лесли Данбар                                      | 831                                                       | 55,1                                                      | +35,7                                                     |
|                                                           | Лейбористская                                             | Лора Барбара Пидкок                                       | 506                                                       | 33,6                                                      | -15,4                                                     |
|                                                           | Независимый кандидат                                      | Сьюзан Мэри Брайс Джонстон                                | 88                                                        | 5,8                                                       |                                                           |
|                                                           | Либеральные демократы                                     | Линда Энн Маккена                                         | 43                                                        | 2,9                                                       | -28,7                                                     |
|                                                           | Партия независимости                                      | Мелани Хёрст                                              | 40                                                        | 2,7                                                       |                                                           |
| Большинство                                               | Большинство                                               | Большинство                                               | 325                                                       | 21,5                                                      | +4,1                                                      |
| Явка                                                      | Явка                                                      | Явка                                                      | 1.508                                                     |                                                           |                                                           |
|                                                           | Консервативная (перехват у Лейбористской партии)          | Консервативная (перехват у Лейбористской партии)          | Свинг                                                     | +25,6                                                     |                                                           |

| Парламентские выборы 2017: Норт-Уэст-Дарем (1 мандат) | Парламентские выборы 2017: Норт-Уэст-Дарем (1 мандат) | Парламентские выборы 2017: Норт-Уэст-Дарем (1 мандат) | Парламентские выборы 2017: Норт-Уэст-Дарем (1 мандат) | Парламентские выборы 2017: Норт-Уэст-Дарем (1 мандат) | Парламентские выборы 2017: Норт-Уэст-Дарем (1 мандат) |
| Партия                                                | Партия                                                | Кандидат                                              | Голоса                                                | %                                                     | ±%                                                    |
| ----------------------------------------------------- | ----------------------------------------------------- | ----------------------------------------------------- | ----------------------------------------------------- | ----------------------------------------------------- | ----------------------------------------------------- |
|                                                       | Лейбористская                                         | Лора Барбара Пидкок                                   | 25.308                                                | 52,83                                                 | +5,95                                                 |
|                                                       | Консервативная                                        | Салли-Энн Харт                                        | 16.516                                                | 34,48                                                 | +11,08                                                |
|                                                       | Либеральные демократы                                 | Оуэн Лейтон Темпл                                     | 3.398                                                 | 7,09                                                  | -2,00                                                 |
|                                                       | Партия независимости                                  | Алан Джон Бриз                                        | 2.150                                                 | 4,49                                                  | -12,48                                                |
|                                                       | Зелёные                                               | Доминик Клэр Джеймс Хорсман                           | 530                                                   | 1,11                                                  | -2,55                                                 |
| Большинство                                           | Большинство                                           | Большинство                                           | 8.792                                                 | 18,35                                                 | -5,13                                                 |
| Явка                                                  | Явка                                                  | Явка                                                  | 47.902                                                | 66,55                                                 | +5,22                                                 |
|                                                       | Лейбористская (удержание)                             | Лейбористская (удержание)                             | Свинг                                                 | -2,57                                                 |                                                       |

| Парламентские выборы 2019: Норт-Уэст-Дарем (1 мандат) | Парламентские выборы 2019: Норт-Уэст-Дарем (1 мандат) | Парламентские выборы 2019: Норт-Уэст-Дарем (1 мандат) | Парламентские выборы 2019: Норт-Уэст-Дарем (1 мандат) | Парламентские выборы 2019: Норт-Уэст-Дарем (1 мандат) | Парламентские выборы 2019: Норт-Уэст-Дарем (1 мандат) |
| Партия                                                | Партия                                                | Кандидат                                              | Голоса                                                | %                                                     | ±%                                                    |
| ----------------------------------------------------- | ----------------------------------------------------- | ----------------------------------------------------- | ----------------------------------------------------- | ----------------------------------------------------- | ----------------------------------------------------- |
|                                                       | Консервативная                                        | Ричард Джон Холден                                    | 19.990                                                | 41,94                                                 | +7,46                                                 |
|                                                       | Лейбористская                                         | Лора Барбара Пидкок                                   | 18.846                                                | 39,54                                                 | -13,29                                                |
|                                                       | Партия брексита                                       | Джон Уолстенхолм                                      | 3.193                                                 | 6,70                                                  |                                                       |
|                                                       | Либеральные демократы                                 | Майкл Кит Пикок                                       | 2.831                                                 | 5,94                                                  | -1,15                                                 |
|                                                       | Независимый кандидат                                  | Уоттс Стеллинг                                        | 1.216                                                 | 2,55                                                  |                                                       |
|                                                       | Зелёные                                               | Дэвид Роджерс Сьюэлл                                  | 1.173                                                 | 2,46                                                  | +1,35                                                 |
|                                                       | Независимый кандидат                                  | Дэвид Александр Стивен Линдси                         | 414                                                   | 0,87                                                  |                                                       |
| Большинство                                           | Большинство                                           | Большинство                                           | 1.144                                                 | 2,40                                                  | -15,95                                                |
| Явка                                                  | Явка                                                  | Явка                                                  | 47.663                                                | 66,05                                                 | -0,5                                                  |
|                                                       | Консервативная (перехват у Лейбористской партии)      | Консервативная (перехват у Лейбористской партии)      | Свинг                                                 | +10,38                                                |                                                       |